# Sjoukje Dijkstra
Pour les articles homonymes, voir Dijkstra.
Sjoukje Dijkstra, née le 28 janvier 1942 à Akkrum (Frise) et morte le 2 mai 2024 à Someren (Brabant-Septentrional), est une patineuse artistique néerlandaise. 
Triple championne du monde, elle a gagné le titre olympique en 1964 à Innsbruck devenant la première sportive néerlandaise à gagner une médaille d'or aux Jeux olympiques d'hiver.

## Palmarès
| Compétition                                                                                            | 1954    | 1955    | 1956    | 1957    | 1958    | 1959    | 1960    | 1961    | 1962    | 1963    | 1964    |  |  |  |
| Jeux olympiques d'hiver                                                                                |         |         | 12e     |         |         |         | 2e      |         |         |         | 1re     |  |  |  |
| Championnats du monde                                                                                  |         | 21e     | 16e     | 12e     | 16e     | 3e      | 2e      | CA      | 1re     | 1re     | 1re     |  |  |  |
| Championnats d’Europe                                                                                  | 19e     |         | 7e      |         | 6e      | 2e      | 1re     | 1re     | 1re     | 1re     | 1re     |  |  |  |
| Championnats des Pays-Bas                                                                              | 3e      | 2e      | 2e      | 2e      | 2e      | 1re     | 1re     | 1re     | 1re     | 1re     | 1re     |  |  |  |
| |         |         |         |         |         |         |         |         |         |         |         |  |  |  |
| Autre compétition                                                                                      | 1953/54 | 1954/55 | 1955/56 | 1956/57 | 1957/58 | 1958/59 | 1959/60 | 1960/61 | 1961/62 | 1962/63 | 1963/64 |  |  |  |
| Trophée Richmond                                                                                       |         | 2e      | 3e      | 1re     | 1re     | 1re     |         |         |         |         |         |  |  |  |
| Légende : CA = Championnats du monde 1961 annulés à cause de la catastrophe aérienne du vol 548 Sabena |         |         |         |         |         |         |         |         |         |         |         |  |  |  |

## Galerie

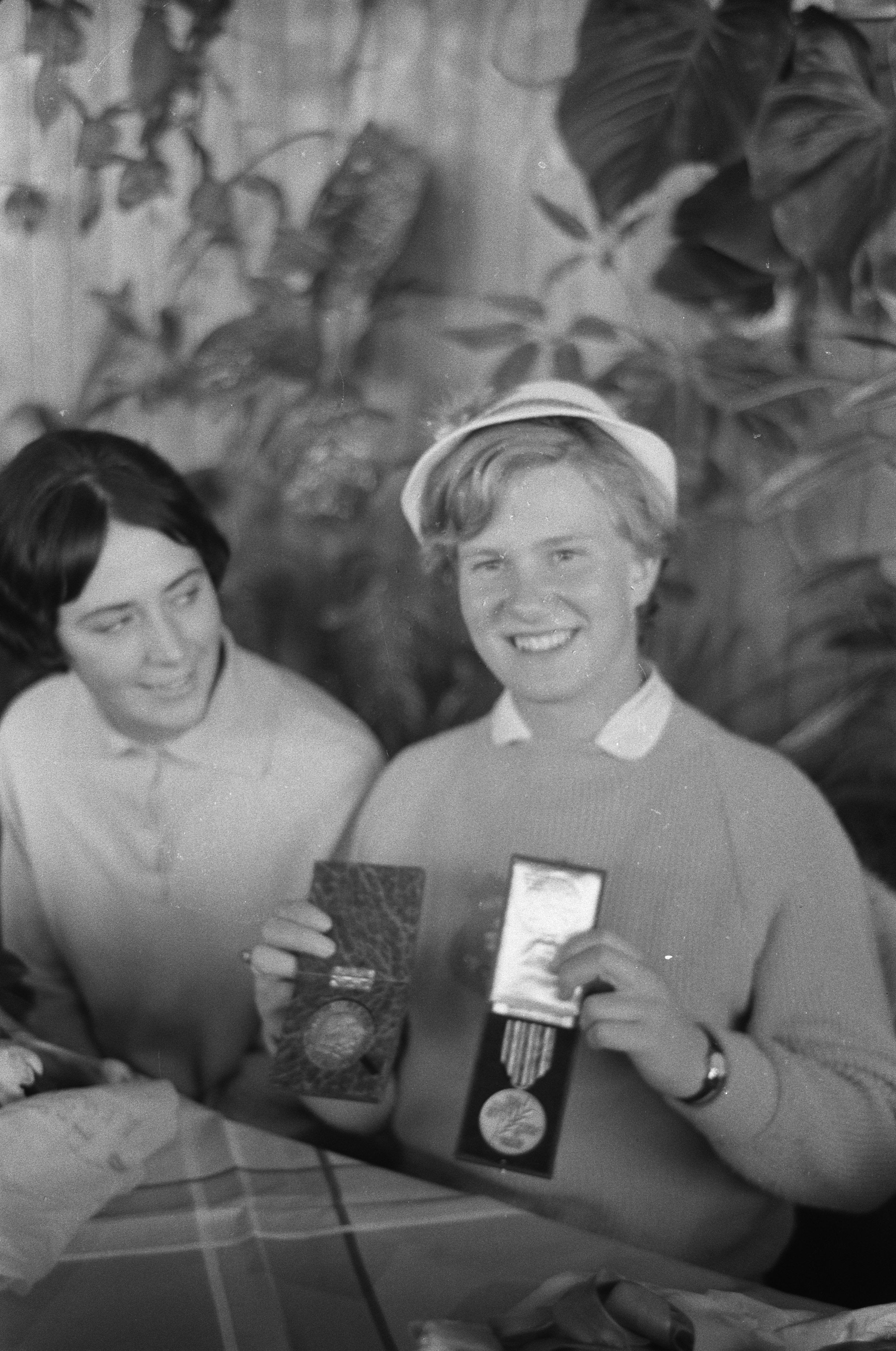
Sjoukje Dijkstra et Joan Haanappel (en) en 1960. Photo : Harry Pot / Anefo.
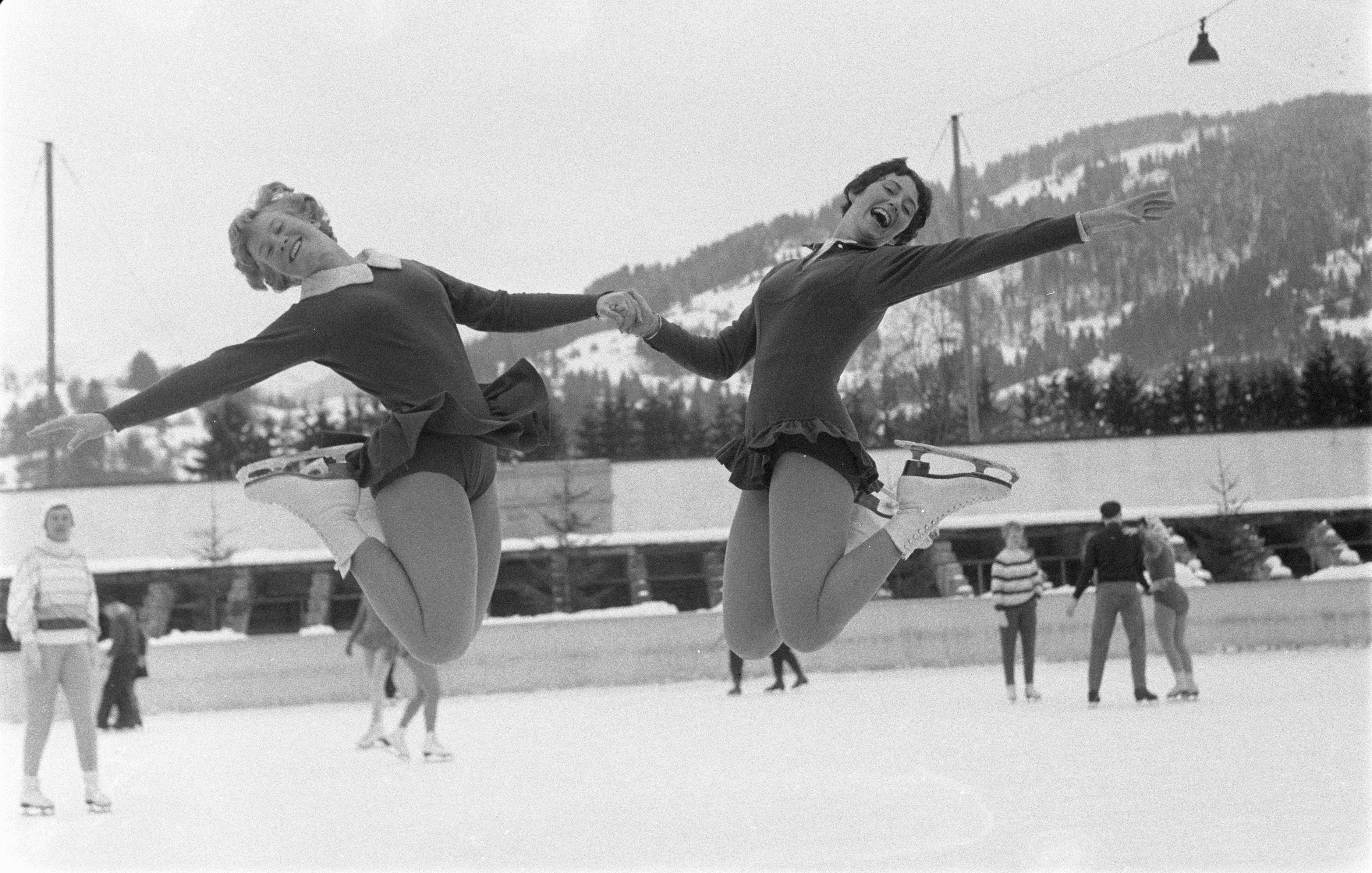
Sjoukje Dijkstra et Joan Haanappel en 1960. Photo : Harry Pot / Anefo.
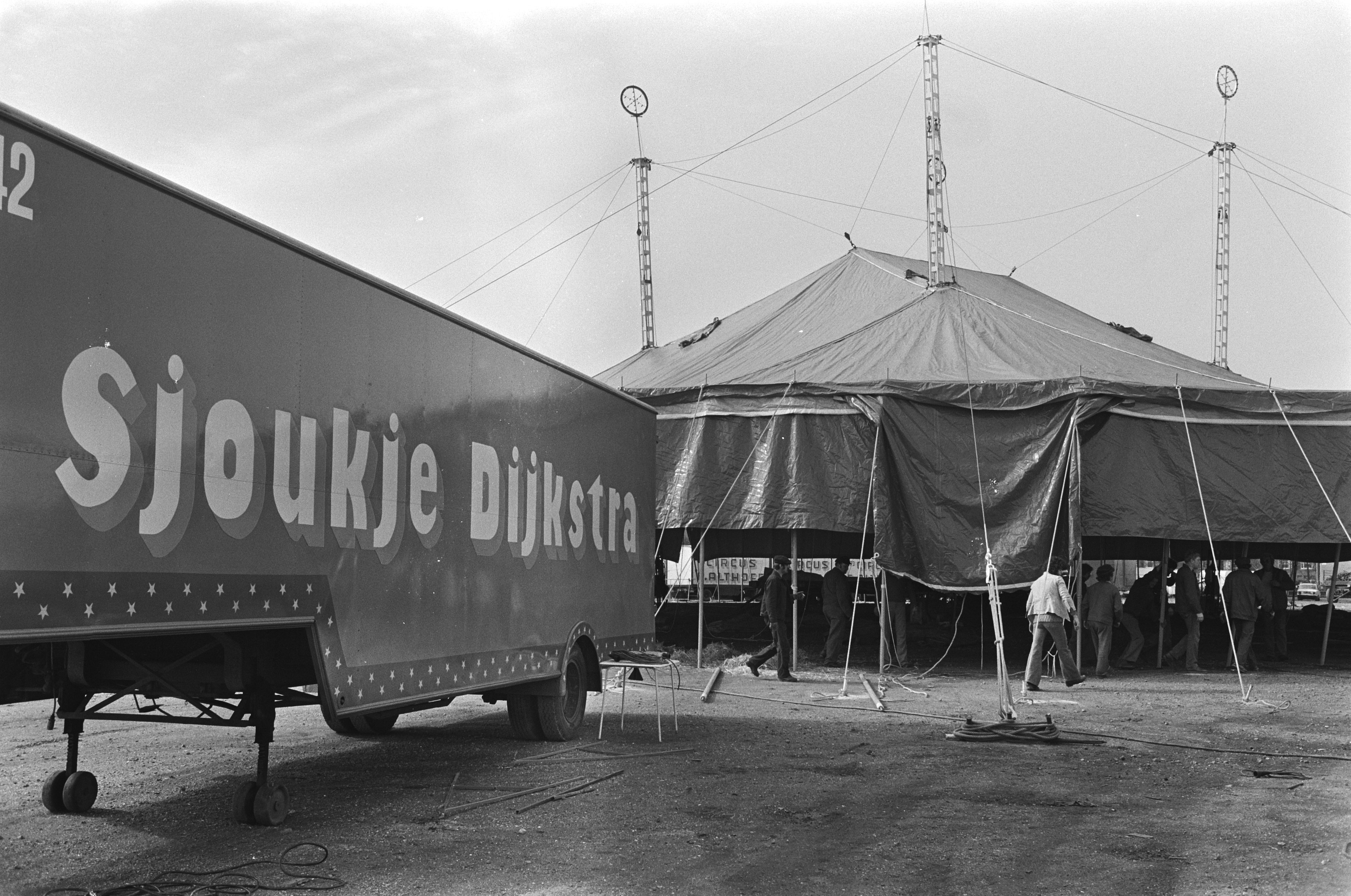
Le cirque Sjoukje Dijkstra en 1980.